# Dinard Comedy Festival
À l’origine appelé « Les Estivales du Rire de Dinard » du nom de son association, le Dinard Comedy Festival est un festival d’humour créé en 1998 par Xavier Le Breton. 
Il a lieu chaque année à Dinard, entre la fin du mois d'avril et le début du mois de mai, et rassemble en moyenne plus de 6 000 visiteurs et 3 500 spectateurs par an.

## Histoire
La première édition du festival a eu lieu en 1998. Xavier Le Breton le lance sur la Côte d’Emeraude à Dinard. Grâce à un réseau solide dans le monde du spectacle et au soutien de la ville de Dinard, le festival prend vite de l’ampleur et devient un tremplin pour les humoristes en herbe.
Le Dinard Comedy Festival reçoit chaque année un jury et de nombreuses personnalités du cinéma, de l’humour ou de la télévision. Il a également permis de révéler certains humoristes actuels comme Florence Foresti, Arnaud Tsamere, Gaspard Proust, Arnaud Ducret, Baptiste Lecaplain ou encore Jérémy Ferrari.

## Déroulement
Le Dinard Comedy Festival dure quatre jours et propose quatre soirées de spectacle. Le festival commence par la cérémonie d’ouverture où un ou plusieurs humoristes ayant déjà une certaine renommée viennent jouer leur spectacle ou une partie de leur spectacle s’ils sont plusieurs. Les deux soirs suivants sont consacrés à la compétition où huit humoristes vont défiler sur scène pour jouer 30 minutes de leur spectacle et tenter de convaincre les jurés ainsi que le public. Le festival se termine par la cérémonie de clôture où un artiste vient jouer son spectacle ou a carte blanche pour inviter ses amis et créer un spectacle unique. C’est aussi pendant cette soirée que sont décernés : le Luron d’or, le Luron d’argent et le Luron du public.
Le spectacle vivant sous toutes ses formes (one-man show, stand-up, théâtre, musique, spectacle de rue, spectacles jeune public…) est le principal axe du festival mais de nombreuses activités sont également proposées en journée comme des avant-premières de films, des expositions, des projections de programmes courts du web…

## Éditions précédentes

### 7eédition(2004)
- Maître de Cérémonie : Les Joyeux Urbains[1]
- Président du Jury :Thierry Beccaro
- Luron d’or : Patrik Cottet-Moine
- Luron d’argent : Babass
- Luron du public : Les Indésirables

- Humoristes en Compétition : Arnaud Tsamere / Babass / Les Goubéens / Bob Solo / Patrik Cottet-Moine / Les Indésirables
- Artistes invités : Les Bodin's / Paul Morocco & Olé / Les Joyeux Urbains / François Rollin / Monsieur Fraize / Marlène Noël et Philip Elno / Marco / Trio Led Crush / Évelyne Gallet / Éric Ramage / Mia Frye

Films présentés
- Demain on déménage (avant-première) en présence de Natacha Régnier
- Mariages ! (Avant-première) en présence d'Antoine Duléry
- La Grande Séduction

### 8eédition(2005)
- Maître de cérémonie : Les Joyeux Urbains[2]
- Luron d'Or : Marco
- Luron d'Argent : Pierre Diot
- Luron du Public : Marco
- Humoristes en compétition : Isabeau de R. / Julia Malançon / Marco / Nasser Zerkoune / Fabrice Abraham / Pierre Diot
- Artistes invités : Les Wriggles / Les Indésirables / Patrick Robine / Christophe Alévêque & son Grouppo / Paul Morocco & Olé / Eric Ramage / Le Bourgeois Gentilhomme / Eric Bouvron / Sophie Forte / Antoine Sahler / Pierre Aucaigne / Bernard Azimuth / Mélanie Baxter-Jones / Arnaud Joyet / Emmanuel Urbanet / Karine Lyachenko / Les Tri-Dents / Caroline Tresca / Michel Alexandre / Nathalie Garçon

Film présenté
- Akoibon (avant-première) en présence de François Rollin

### 9eédition(2006)
- Marraine : Clémentine Célarié, Maîtres de Cérémonie : François Rollin et Pierre Aucaigne [3]
- Luron d’or : David Salles
- Luron d’argent : Devals & Gaudin
- Luron du public : Zeu Dogz
- Humoristes en compétition : Bilco / David Salles / Zeu Dogz / Magali Maria et Jonathan Gensburger / David Bosteli / Devals & Gaudin
- Artistes invités : Clémentine Célarié / Pierre Aucaigne / La Lily (Cécile Giroud, Sophie Durand, Séléna Hernandez, Ivan Gouillon, Gérald Gaudau et Gilles Barthélémy)

Films présentés
- Père et Fils en présence de Bruno Putzulu
- Essaye-moi en présence de Frédéric Proust

### 10eédition(2007)
- Parrain : Bruno Masure [4]
- Président du Jury : Laurent Gamelon
- Maître de Cérémonie : Arnaud Tsamere
- Luron d’or : Ben
- Luron d’argent : Antonia de Rendinger
- Luron du public : Ben
- Humoristes en compétition : Ben / Antonia de Rendinger / Titi Teki / Delphine Zana / Cédric Egain / Vincent Coppin
- Artistes invités : Albert Meslay / Marianne Sergent / Zeu Dogz / Chraz / Alexandre Pesle / Arnaud Tsamere / Pierre Diot / Thierry Samitier / Fabrice Abraham / Les Tri-Dents / Élodie Frenck / Bruno Masure / Bruno Putzulu

Films présentés
- Les Vacances de Mr Bean
- Nos amis les Terriens

### 11eédition(2008)
- Président du Jury : Patrick Rocca[5]
- Maître de cérémonie : Arnaud Tsamere
- Luron d’or : Topick
- Luron d’argent : Tano
- Luron du public : Tano
- Humoristes en compétition : Gaspard Proust / Arnaud Ducret / Arnaud Cosson / Tano / Roland Menou / Topick
- Artistes invités : Alexandre Pesle / Arnaud Tsamere / Laurent Violet / Ben / Marco / Chloé Lacan / Cédric Laronche / André Basilic / Habbe & Meik / Ben / Shirley Bousquet

Film présenté
- 48 heures par jour (avant-première) en présence de Catherine Jacob et Catherine Castel

### 12eédition(2009)
- Parrain : Pierre Palmade[6]
- Président du Jury : Bruno Salomone, Maîtres de Cérémonie : Pierre Palmade & Arnaud Tsamere
- Membres du Jury : Nathalie Corré / Françoise Ménidrey / Gérard Moulévrier / Fred Cavayé / Shirley Bousquet / Frédéric Proust / Bruno Putzulu
- Luron d’or : Constance
- Luron d’argent : Jean-Jacques
- Luron du public : Constance
- Prix spécial du jury : Baptiste Lecaplain
- Humoristes en compétition : Cécile Giroud / Baptiste Lecaplain / Constance / Céline Iannuci / Jean-Jacques / Audéyoann
- Artistes invités : Amanda Sthers / Patrick Mille / Simon Astier / Paul Lederman / Alban Lenoir / Arnaud Joyet / Aurore Pourteyron / Arnaud Maillard / Sébastien Lalanne / Christophe Alévêque / Fabrice Abraham / Arnaud Cosson / Les Belzébrutes (Séléna Hernandez, Sophie Durand, Anaïs Tampère-Lebreton, Cécile Giroud) / Tano

Films présentés
- Je vais te manquer (avant-première) en présence d'Amanda Sthers et Patrick Mille
- Safari en présence de Frédéric Proust
- Pour elle en présence de Fred Cavayé

### 13eédition(2010)
- Parrain : Nelson Monfort[7]
- Présidente du Jury : Sophie Mounicot
- Maîtres de Cérémonie : Arnaud Tsamere
- Membres du Jury[8] : Fred Cavayé / Sidonie Bonnec / Simon Astier / Franck Mermillod / Alexandre Baud
- Luron d’or : Yohann Métay
- Luron d’argent : René
- Luron du public : René
- Humoristes en compétition : Lauréline Kuntz / Yanik / René / Katia Doris / Yohann Métay / Jypey
- Artistes invités : Vincent Dubois / Jean-Christian Fraiscinet / Éric Le Roch / Nicolas Guillou / Alexandra Robert / Hugo Buan / Philippe Sohier / Sophia Aram / Éric Antoine / ZUT / David Poirot / La Limprost

### 14eédition(2011)
- Marraine : Marthe Villalonga[9]
- Président du Jury : Raphaël Mezrahi
- Maître de Cérémonie : Arnaud Tsamere
- Membres du Jury[10] : Firmine Richard / Didier Gustin / Gérard Moulévrier / Dominique de Lacoste / Rachida Khalil / Patrick Goavec / Françoise Ménidrey / Marie-Céline Nivière
- Luron d’or : Nicole Ferroni[11]
- Luron d’argent : Walter
- Luron du public : Nicole Ferroni
- Humoristes en compétition : Jérémy Ferrari / Emmanuelle Fernandez / Walter / Olivier Mag / Fred Radix / Arnaud Maillard / Nicole Ferroni / Guillaume Meurice
- Artistes invités : François Rollin / Antoine Duléry / Constance[12] / Les Chiche Capon / Jean-Jacques / Sophie Mounicot / Anaïs Tampère-Lebreton et Cédric Laronche / Frédéric Volovitch / Franck Zerbib et Antoine Réjasse / Rodolphe Couthouis / Hugo Buan / La Limprost

Films présentés
- Moi, Michel G., milliardaire, maître du monde (avant-première)
- La croisière (avant-première) en présence d'Antoine Duléry

### 15eédition(2012)
- Marraine : Danièle Évenou[13]
- Présidente du Jury : Catherine Jacob[14]
- Maîtres de Cérémonie : Sophie Mounicot et Yohann Métay
- Membres du Jury : Julie Gayet / Lola Dewaere / Pascal Demolon / Gérard Moulévrier / Françoise Ménidrey / Jean-Philippe Viaud
- Luron d’or[15] : Audrey Vernon
- Luron d’argent : Alexandre Barbe
- Luron du public : Alex Vizorek
- Prix spécial du Jury : Charlotte Gabris
- Humoristes en compétition : Cédric Chartier / Sebastian Marx / Les Y'a nos styles / Julie Villers / Charlotte Gabris / Audrey Vernon / Alexandre Barbe / Alex Vizorek
- Artistes invités : Bruno Salomone / Artus de Penguern / Antoine Duléry / Ambroise Michel / Oldelaf[16] / Baptiste Lecaplain / Arnaud Cosson / Pierre Diot / Antonia de Rendinger / Thomas VDB / Freddy Coudboul / Bobby Joe, Roi des Mers[17] / La Limpros

Films présentés
- Radiostars en présence de Pascal Demolon
- La Clinique de l'amour (avant-première) en présence d'Artus de Penguern et de Bruno Salomone
- Sea, No Sex and Sun (avant-première) en présence d'Antoine Duléry
- Blanche-Nuit (avant-première) en présence de Fabrice Sébille, Bruno Salomone, Pascal Demolon et Arnaud Maillard

### 16eédition(2013)
- Marraine : Bernadette Lafont[19],[20]
- Présidente du Jury : Liane Foly[21]
- Maître de Cérémonie : Arnaud Tsamere[22]
- Membres du Jury : Philippe Lelièvre / Aurore Auteuil / Gérard Moulévrier / Arthur Jugnot / Gabriel Aghion / Alexandre Brasseur
- Luron d’or : Joffrey Verbruggen et Kody (ex-aequo)[23]
- Luron d'argent : ?
- Luron du public : Foudil Kaïbou
- Prix spécial du Jury : Benjamin Leblanc
- Humoristes en compétition : Perrine Rouland / Laurent Saint-Gérard / Kody / Joffrey Verbruggen / Pierre Croce / Cyril Étesse / Benjamin Leblanc / Foudil Kaïbou
- Artistes invités : Garnier et Sentou[24] / Oldelaf[25] / Tom Villa / Anaïs Petit / Yohan Zaoui / Adonis / Fabrice Lemoine / Alex Zapata / Fabrice Abraham / Arnaud Mailard / Audrey Vernon[26] / Matthieu Pom / Galadriel Gestin / La Limprost

Films présentés
- Cheba Louisa (avant-première) en présence de Françoise Charpriat
- Paulette en présence de Bernadette Lafont

### 17eédition(2014)
- Parrain : Daniel Prévost (acteur)[28]
- Présidente du jury : Marianne James[29]
- Maître de Cérémonie : Arnaud Tsamere[30]
- Membres du Jury : Armelle / Vincent Desagnat / Gérard Moulévrier / Charles Nemes / Pauline Lefèvre
- Luron d’or : Antoine Schoumsky[31]
- Luron d’argent : Laura Laune
- Luron du public : Laura Laune
- Humoristes en compétition : Laura Laune / Antoine Schoumsky / Aurélia Decker / Daniel Camus / Céline Groussard / Julie Gallibert / Laurence Bibot / Max Bird
- Artistes invités : François Rollin[32] / Pierre Diot / Tarek Boudali / Jérémy Ferrari / Simon Astier / Arnaud Joyet / Laurent Saint-Gérard / Kody[33] / Joffrey Verbruggen / Alex Vizorek / Suricate (Vincent Tirel et Julien Josselin)[34]

Films présentés
- Babysitting (avant-première) en présence de Vincent Desagnat et Tarek Boudali[36]
- Libre et Assoupi

### 18eédition(2015)
- Marraine : Macha Méril[37]

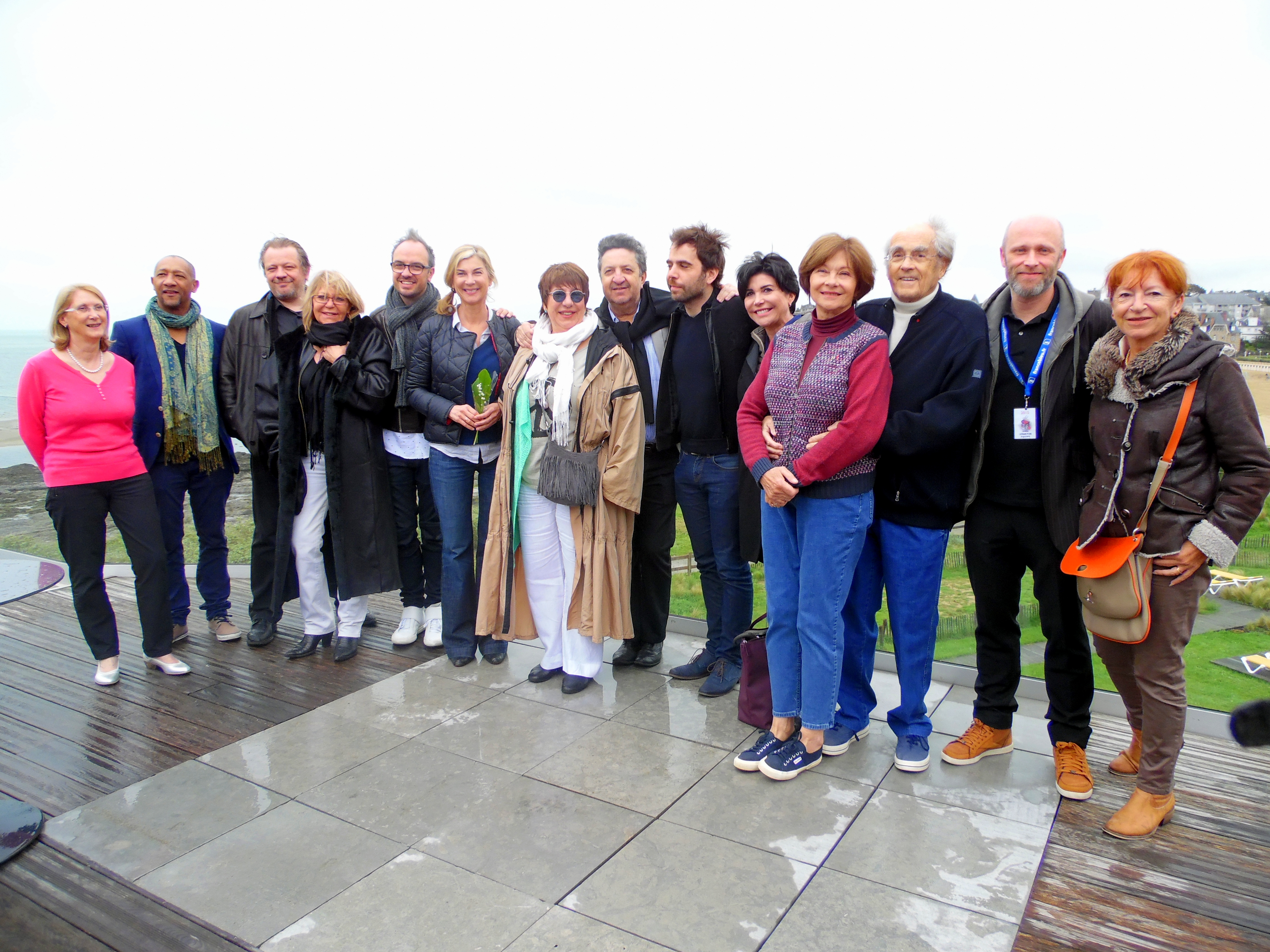
Le jury de l'édition 2015

- Présidente du jury : Michèle Laroque[38]
- Maître de Cérémonie : Pierre Aucaigne[39]
- Membres du Jury : Françoise Ménidrey / Jarry / Sébastien Castro / Édouard Montoute / Gérard Moulévrier / Annie Grégorio [40]
- Luron d’or : Elodie Poux[41]
- Luron d’argent : Julien Schimdt[42]
- Luron du public : Élodie Poux
- Humoristes en compétition[43] : Elodie Poux / Julien Schimdt / Aymeric Lompret / Charlotte Creyx / Sanaka / Béatrice Facquer / David Azencot / Sébastien Giray
- Artistes invités[44] : Arnaud Tsamere[45] / Willy Rovelli[46] / Michel Legrand[47],[48] / Audrey Lamy / Alice Pol / Liane Foly / Arnaud Joyet / Jennie-Anne Walker / Arnaud Maillard / Fabrice Abraham / Paul Lefèvre / Antoine Gouy / Le Golden Moustache (Vincent Tirel, Julien Josselin, Adrien Ménielle, Stefan Carlod, Valentin Vincent)[49] / Le G.I.G.N[50] / Les Pénibles

Films présentés
- Connasse, princesse des cœurs (avant-première)
- A Love You (avant-première) en présence de Paul Lefèvre et Antoine Gouy[52]
- Qui c'est les plus forts ? (avant-première) en présence d’Audrey Lamy et Alice Pol
- Un peu, beaucoup, aveuglément (avant-première)

### 19eédition(2016)
- Marraine : Catherine Jacob
- Président du jury : Patrice Leconte
- Maître de Cérémonie : Emmanuel Gasne
- Membres du jury : Françoise Ménidrey / Valérie Mairesse / Philippe Chevallier (humoriste) / Sarah Stern / Gérard Moulèvrier / Sara Martins / Lannick Gautry / Roger Louret
- Violet d’or : Stan
- Violet d’argent : Laura Domenge
- Violet du public : Maxime Gasteuil
- Humoristes en compétition : Stan / Laura Domenge / Marina Rollman / Maxime Gasteuil / Julien Santini / Karine Lyachenko / Bruce Fauveau / Julie Bargeton
- Artistes invités[53] :Garnier et Sentou / Pierre Aucaigne / Liane Foly / Victoria Bedos / Denis Imbert / Olivier Urvoy de Closmadeuc / Guy Bedos / Anaïs Tampère-Le Breton / Emmanuel Urbanet / Arnaud Maillard / Fabrice Abraham / Le Golden Moustache (Raphaël Descraques, Julien Josselin, Adrien Ménielle, Clément Marouze, Valentin Vincent) / Les Michels

Film présenté
- Vicky (avant-première) en présence de Victoria Bedos, Denis Imbert et Olivier Urvoy de Closmadeuc

### 20eédition(2017)
- Marraine : Mylène Demongeot
- Président du jury : François Berléand
- Maître de Cérémonie : Emmanuel Gasne
- Membres du jury : Florent Peyre / Julie de Bona / Caterina Murino / Sophie Mounicot / Arié Elmaleh / Élisabeth Tanner / Jean-François Gabard / Vincent Jouan
- Violet d’or : Patrick Chanfray
- Violet d’argent : Jean-Remy Chaize
- Violet du public : Félix
- Humoristes en compétition : Félix / Jean-Remy Chaize / Olivia Moore / Mathias Pradenas / Marine Baousson / Matthieu Penchinat / Michel Frenna / Patrick Chanfray
- Artistes invités : Arnaud Tsamere / Caroline Vigneaux / Jeanfi Janssens / Christophe Alévêque / Guillaume Meurice / Pierre Aucaigne / Daniel Prévost / Zoé Félix / Anaïs Tampère-Le Breton / Elodie Fontan / Arnaud Maillard / Tanya Lopert / François Rollin / Les Michels

Film présenté
- Mission Pays basque (avant-première)

### 21eédition(2018)
- Marraine : Michèle Bernier
- Présidente du jury : Andréa Ferréol
- Maître de Cérémonie : Emmanuel Gasne
- Membres du jury : Alain Sachs / Natacha Régnier / Laurent Spielvogel / Nadège Beausson-Diagne / Margaux Chatelier / Pierre-François Martin-Laval / Marie-Pascale Osterrieth
- Violet d’or : Doully
- Violet d’argent : P.E.
- Violet du public : P.E.
- Humoristes en compétition : Doully / P.E. / Mélodie Fontaine / François Guédon / Cyril Iasci / Alexandra Pizzagali / Antoine Demor / BenH
- Artistes invités [54]:Arnaud Tsamere / Les Frères Taloche / Oldelaf / Yann Guillarme / Axel Auriant / Paul Morocco / Yannick Bourdelle / Laura Laune / Arnaud Maillard / Aurélie Vigent / Les Michels

Films présentés
- Comme des garçons (avant-première)
- Gaston Lagaffe

### 22eédition(2019)
- Parrain : Gérard Hernandez
- Président du jury : Bruno Solo
- Maître de Cérémonie : Emmanuel Gasne
- Membres du jury : Andy Cocq / Lola Dewaere / Julie Bernard / Zinedine Soualem / Marie-Paule Belle / Oldelaf / Sylvie Flepp
- Violet d’or : Charles Nouveau
- Violet d’argent : Romain Barreda
- Violet du public : Romain Barreda
- Prix de la Scène Voici : Charles Nouveau
- Humoristes en compétition : Charles Nouveau / Hassan de Monaco / Romain Barreda / Elodie Arnould / Thomas Angelvy / Farah / Benjamin Tranié / Tatiana Djordjevic
- Artistes invités : Constance (comédienne) / Cécile Giroud & Yann Stotz / Frères Taloche / Clair Jaz & Pierre Diot (acteur) / El Mago Mato / La LIMPROST / Manon Lepomme / Laura Laune / Arnaud Maillard / Aurélie Vigent / Les Michels / Arnaud Joyet

Films présentés
- Les Crevettes pailletées